# Maud Burnell
Maud Burnell (* vor 1294; † nach 1323) war eine englische Adlige.
Maud Burnell war eine Tochter von Sir Philip Burnell und dessen Frau Maud FitzAlan. Ihr Vater starb bereits 1294. In erster Ehe wurde sie mit John Lovel, 2. Baron Lovel verheiratet. Lovell starb vor 1315. Nach dem ihr Bruder Edward Burnell, 1. Baron Burnell 1315 kinderlos gestorben war, erbte sie dessen umfangreichen Landbesitz. Allerdings blieben der Familiensitz Acton Burnell Castle und andere Güter als Wittum im Besitz von Edwards Burnells Witwe Aline le Despenser, die erst 1363 starb. Nach dem Tod ihres ersten Mannes heiratete Maud 1315 in zweiter Ehe John de Haudlo (auch Handlo) († 1346).
Aus ihrer ersten Ehe gab es keine überlebenden Kinder oder die Ehe war kinderlos geblieben. Aus ihrer zweiten Ehe hatte sie mindestens zwei Söhne:
- Edmund de Haudlo († vor 1346)
- Nicholas Burnell, 1. Baron Burnell (um 1323–1383)

Während ihr älterer Sohn Edmund zum Erbens ihres Mannes wurde, erbte ihr jüngerer Sohn Nicholas die Güter der Familie Burnell.